# Sapoot
Sapoot è un film del 1996 diretto da Jagdish A. Sharma.